# Wassertrommel (Bergbau)

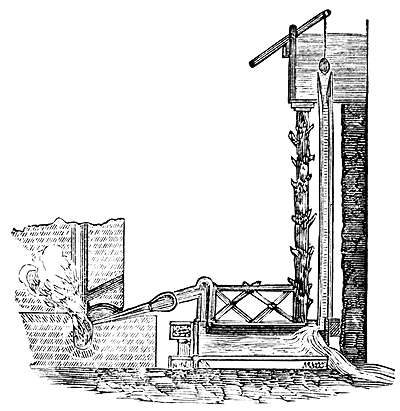
Katalanische Schmiede-Trompe

 Eine Wassertrommel, auch Windtrompete genannt, ist ein mit Wasserkraft betriebener Luftkompressor. Diese maschinelle Konstruktion wurde vor allem im Bergbau zur künstlichen Bewetterung eingesetzt. 1558 findet sich eine  Erwähnung eines Wassertrommelgebläse in einem Werk von Giambattista della Porta. Die Wassertrommel wurde besonders im Harzer Bergbaurevier vielfach angewendet. Eingeführt wurde sie im Harz von dem Clausthaler Gelehrten Henning Calvör, sie wurde dort deshalb auch Calvörsche Wassertrommel genannt. Erstmals wurde die Wassertrommel im Jahr 1732 im Harzer Bergbau eingesetzt.

## Aufbau
Die Wassertrommel besteht aus einem nach oben offenen Holzkasten. Dieser Holzkasten ist mit einem seitlichen Ausfluss ausgestattet. Auf dem Boden dieses Holzkastens ist ein großer Holzklotz montiert. In diesem ersten Holzkasten steht ein zweiter, kleinerer Holzkasten, der unten offen ist. Dieser unten offene Kasten wird als Glocke bezeichnet. Im Deckel der Glocke befinden sich zwei Löcher. Eines der Löcher dient als Luftaustrittsöffnung. Über dieser Luftaustrittsöffnung ist ein Stutzen angebracht. In das andere Loch der Glocke wird ein Fallrohr eingebaut. Dieses Fallrohr besteht ebenfalls aus Holz und ist mit mehreren von oben nach unten gerichteten Löchern versehen. Das Fallrohr mündet am oberen Ende in einen weiteren Wasserkasten. Obwohl bei einer größeren Fallhöhe ein höherer statischer Wasserdruck erzeugt wird, ist es bei der Wassertrommel nicht sinnvoll, eine größere Fallhöhe als 16 Fuß zu verwenden. Bei größeren Fallhöhen werden mehrere Wassertrommeln kaskadenförmig hintereinander aufgebaut.

## Funktion
Der obere Wasserkasten wird stetig mit Wasser gefüllt, das anschließend durch das Fallrohr nach unten stürzt. Dabei saugt das Wasser durch die Öffnungen im Fallrohr Luft mit sich. Wenn das Wasser unten auf den im Holzkasten befindlichen Holzklotz auftrifft, wird es zerstäubt. Bei diesem Vorgang wird die mitgeführte Luft freigesetzt. Die nun freigesetzte Luft sammelt sich unterhalb der Glocke und wird durch das ansteigende Wasser leicht komprimiert. Diese leicht verdichtete Luft strömt aus der Luftaustrittsöffnung raus. Von dort wird die frische Luft über eine Lutte bis in die Grubenbaue geblasen. Das nachströmende Wasser wird über einen Überlauf abgeleitet. Damit die Wassertrommel optimal arbeitet, muss das Wasser in der Fallleitung eine Strömungsgeschwindigkeit von drei bis vier Metern pro Sekunde erreichen.

## Nutzung
Der Wirkungsgrad (Nutzeffekt) bei der Wassertrommel liegt bei gerade einmal 15 Prozent. Aus diesem Grund war der Einsatz der Wassertrommel nur auf kleinere Grubenbaue begrenzt. Es konnten einzelne kleine Strecken mit ihr bewettert werden. Die Bewetterung ganzer Gruben war mit dieser Konstruktion nicht möglich. Oftmals nutzte man den Effekt des strömenden Wassers auch dadurch aus, dass man das Wasser in einen engen Schacht fallen ließ. Dieser Strahl riss dann die Luft mit sich und es trat der gleiche Effekt ein wie bei der Wassertrommel.